# Міське підприємство комунікаційне в Кракові
Муніципальне підприємство комунікаційне у Кракові (пол. Miejskie Przedsiębiorstwo Komunikacyjne Spółka Akcyjna w Krakowie) (скороч. пол. MPK SA w Krakowie) — одна з компаній, заснована в 1997 році після перетворення MPK Sp. z o. o. Вона займається організацією громадського транспорту в міській гміні Краків — на підставі угоди з Управлінням громадського транспорту — і поза її межами. У 2012 році вона отримала срібний лист КСО. Компанія 16 разів отримувала звання та сертифікат «Fair Play Enterprise».

## Історія
пол. Miejskie Przedsiębiorstwo Komunikacyjne w Krakowie стало акціонерним товариством у січні 1997 року і є дочірнім підприємством пол. Krakowski Holding Komunalny SA. Спочатку компанія була товариством з обмеженою відповідальністю, створеним у 1990 році в результаті перетворення державного підприємства пол. Miejskie Przedsiębiorstwo Komunikacyjne w Krakowie. Нова компанія зайнялася організацією громадського транспорту у Кракові та сусідніх гмінах. З 1 серпня 2006 року громадський транспорт у Кракові працює на зовсім інших засадах, у яких роль організатора відокремлена від перевізників, і MPK SA у Кракові стала перевізником, передавши організаційні повноваження новоствореному Управлінню доріг і транспорту, пізніше його замінило Управління комунальної інфраструктури та транспорту, яке 1 листопада 2018 року було замінено Управлінням громадського транспорту в Кракові.

## Спектр діяльності

### До 31.07.2006р
До 31 липня 2006 року MPK SA одночасно була і організатором громадського транспорту в місті, і перевізником. До компетенції компанії входило:
1. визначення кількості та маршруту автобусних і трамвайних ліній,
2. вибір частоти курсування на визначених лініях,
3. складання розкладів їзди,
4. розташування зупинок,
5. розподіл рухомого складу по лініях,
6. здійснення перевезень на автобусних і трамвайних лініях,
7. розповсюдження та контроль квитків,
8. управління інфраструктурою міського громадського транспорту.

Доходи фірми складалися з продажу квитків і фінансування муніципалітету Кракова.

### З 1 серпня 2006р.
Станом на кінець 2023 року MPK SA є підприємством, яке надає транспортні послуги міській гміні Кракова та сусіднім гмінам за окремими договорами. Його компетенція включає :
1. здійснення перевезень на експлуатованих автобусних і трамвайних лініях,
2. складання розкладів їзди,
3. інформаційне обслуговування на зупинках,
4. утримання міської зупинкової інфраструктури,
5. розповсюдження квитків.

Дохід підприємства складається з плати за виконані транспортні роботи на експлуатованих автобусних і трамвайних лініях, а також за утримання зупиночної інфраструктури та розповсюдження квитків, визначених договорами доручення з організатором громадського транспорту.
Окрім пасажирських перевезень, MPK SA також реалізує окремі міські інвестиції у сфері громадського транспорту (наприклад, ремонт трамвайних колій).

## Депо
На кінець 2023 року MPK SA має п'ять депо :
- Трамвайні:
  - Депо Підгуже (Zajezdnia Podgórze)
  - Депо Нова Гута (Zajezdnia Nowa Huta)
- Автобусні:
  - Депо Воля Духацка (Zajezdnia Wola Duchacka)
  - Депо Плашув (Zajezdnia Płaszów)
  - Депо Бєньчице (Zajezdnia Bieńczyce)

У 1998 році автобусне депо Чижини було припинено, а бригаду та рухомий склад, що там стояв, перевели в інші депо. З 2009 року історичні трамваї, що належать MPK SA, були переміщені до оновленого Депо Св. Вавжинця в Казімєжі, що належить Музею міського будівництва в Кракові.

## Рухомий склад
На кінець 2023 року у парку MPK SA експлуатуються автобуси та трамваї.

### Трамваї
На кінець 2022 року MPK SA мала 376 трамвайних вагонів на лініях. Починаючи з другого десятиліття XXI століття активізувалися заходи з оновлення рухомого складу перевізника — у 2015 році в експлуатацію були введені вагони Pesa 2014N звані «Krakowiak», а у 2020 році були запроваджені для пасажирських поїздок перші поїзди Stadler Tango названі у Кракові «Lajkonik». Додатково замовлено партію з 60 вагонів Stadler Tango у версії «Lajkonik II», виробництво яких заплановано на 2022—2023 роки.

#### Експлуатовані
У жовтні 2023 року в експлуатації були наступні поїзди :
| Тип трамваю                                                                        | Експлуатація від                                                                   | Номер складу                                                                       | Поліпшення | Коментарі | Депо Подгуже [R]                                                                   | Депо Нова Гута [H]                                                                 | Кількість поїздів (вагонів) |
| ---------------------------------------------------------------------------------- | ---------------------------------------------------------------------------------- | ---------------------------------------------------------------------------------- | --- | --- | ---------------------------------------------------------------------------------- | ---------------------------------------------------------------------------------- | --------------------------- |
| Konstal 105Na                                                                      | 1975                                                                               | RZ2xx                                                                              | [ uwaga 2 ] | поступово виведені                                                                                             | 13 (34)                                                                            | –                                                                                  | 13 (34)                     |
| E1                                                                                 | 2004                                                                               | HW1xx                                                                              | automaty biletowe · system informacji pasażerskiej · monitoring                                                                                   | поступово виведені                                                                                             | –                                                                                  | 8 (8)                                                                              | 8 (8)                       |
| E1+c3                                                                              | 2004                                                                               | HW1xx+HB5xx                                                                        | automaty biletowe · system informacji pasażerskiej · monitoring                                                                                   | поступово виведені                                                                                             | –                                                                                  | 13 (26)                                                                            | 13 (26)                     |
| Bombardier NGT6                                                                    | 1999                                                                               | RP601 — RP650                                                                      | [ uwaga 2 ] | eksploatowane są 3 serie nieznacznie różniące się od siebie wagony II i III serii są wyposażane w klimatyzację | 50 (50)                                                                            | –                                                                                  | 50 (50)                     |
| N8S/N8C                                                                            | 2006                                                                               | HK451 — HK462                                                                      | przewóz osób na wózkach · automaty biletowe · system informacji pasażerskiej · monitoring · klimatyzacja przestrzeni pasażerskiej                 | 7 поїздів змодернізовано до стандарту N8C                                                                      | –                                                                                  | 12 (12)                                                                            | 12 (12)                     |
| Düwag GT8C/GT8N                                                                    | 2009                                                                               | RF301 — RF329 (bez RF303)                                                          | przewóz osób na wózkach · automaty biletowe · system informacji pasażerskiej · klimatyzacja przestrzeni pasażerskiej                              | po kasacji RF316 w wyniku kolizji nastąpiło przenumerowanie: RF312 → RF316 oraz RF303 → RF312                  | 28 (28)                                                                            | –                                                                                  | 28 (28)                     |
| EU8N                                                                               | 2008                                                                               | HL401 — HL440                                                                      | przewóz osób na wózkach · automaty biletowe · system informacji pasażerskiej · monitoring · klimatyzacja przestrzeni pasażerskiej                 | – | –                                                                                  | 40 (40)                                                                            | 40 (40)                     |
| Protram 405N                                                                       | 2012                                                                               | HG999                                                                              | przewóz osób na wózkach · automaty biletowe · system informacji pasażerskiej · monitoring · klimatyzacja przestrzeni pasażerskiej                 | – | –                                                                                  | 1 (1)                                                                              | 1 (1)                       |
| Bombardier NGT8                                                                    | 2012                                                                               | RY801 — RY824                                                                      | przewóz osób na wózkach · automaty biletowe · system informacji pasażerskiej · monitoring · klimatyzacja przestrzeni pasażerskiej                 | – | 24 (24)                                                                            | –                                                                                  | 24 (24)                     |
| Pesa Krakowiak 2014N                                                               | 2015                                                                               | RG901 — RG914 HG915 — HG936                                                        | przewóz osób na wózkach · automaty biletowe · system informacji pasażerskiej · monitoring · klimatyzacja przestrzeni pasażerskiej · ładowarki USB | – | 14 (14)                                                                            | 22 (22)                                                                            | 36 (36)                     |
| Stadler Tango Lajkonik                                                             | 2020                                                                               | RY825 — RY839 HY840 — HY874                                                        | przewóz osób na wózkach · automaty biletowe · system informacji pasażerskiej · monitoring · klimatyzacja przestrzeni pasażerskiej · ładowarki USB | – | 15 (15)                                                                            | 35 (35)                                                                            | 50 (50)                     |
| Stadler Tango Lajkonik II                                                          | 2022                                                                               | RY875 — RY889 HY701 — HY745                                                        | przewóz osób na wózkach · automaty biletowe · system informacji pasażerskiej · monitoring · klimatyzacja przestrzeni pasażerskiej · ładowarki USB | – | 15 (15)                                                                            | 45 (45)                                                                            | 60 (60)                     |
| Усі поїзди (вагони) (стан на 22.10.2023 р.)                                        | Усі поїзди (вагони) (стан на 22.10.2023 р.)                                        | Усі поїзди (вагони) (стан на 22.10.2023 р.)                                        | Усі поїзди (вагони) (стан на 22.10.2023 р.) | Усі поїзди (вагони) (стан на 22.10.2023 р.)                                                                    | 159 (181)                                                                          | 176 (189)                                                                          | 335 (370)                   |
| Частка поїздів (вагонів) низькопідлогових (стан на 22.10.2023 р.)                  | Частка поїздів (вагонів) низькопідлогових (стан на 22.10.2023 р.)                  | Частка поїздів (вагонів) низькопідлогових (стан на 22.10.2023 р.)                  | Частка поїздів (вагонів) низькопідлогових (стан на 22.10.2023 р.)                                                                                 | Частка поїздів (вагонів) низькопідлогових (стан на 22.10.2023 р.)                                              | Частка поїздів (вагонів) низькопідлогових (стан на 22.10.2023 р.)                  | Частка поїздів (вагонів) низькопідлогових (стан на 22.10.2023 р.)                  | 66 % (59 %)                 |
| Частка поїздів (вагонів) низькопідлогових та низьковхідних (стан на 22.10.2023 р.) | Частка поїздів (вагонів) низькопідлогових та низьковхідних (стан на 22.10.2023 р.) | Частка поїздів (вагонів) низькопідлогових та низьковхідних (стан на 22.10.2023 р.) | Частка поїздів (вагонів) низькопідлогових та низьковхідних (стан на 22.10.2023 р.)                                                                | Частка поїздів (вагонів) низькопідлогових та низьковхідних (стан на 22.10.2023 р.)                             | Частка поїздів (вагонів) низькопідлогових та низьковхідних (стан на 22.10.2023 р.) | Частка поїздів (вагонів) низькопідлогових та низьковхідних (стан на 22.10.2023 р.) | 90 % (81 %)                 |
| Частка поїздів (вагонів) кондиціонованих (стан на 22.10.2023 р.)                   | Частка поїздів (вагонів) кондиціонованих (стан на 22.10.2023 р.)                   | Частка поїздів (вагонів) кондиціонованих (стан на 22.10.2023 р.)                   | Частка поїздів (вагонів) кондиціонованих (стан на 22.10.2023 р.)                                                                                  | Частка поїздів (вагонів) кондиціонованих (стан на 22.10.2023 р.)                                               | Частка поїздів (вагонів) кондиціонованих (стан на 22.10.2023 р.)                   | Частка поїздів (вагонів) кондиціонованих (стан на 22.10.2023 р.)                   | 85 % (76 %)                 |

#### Галерея

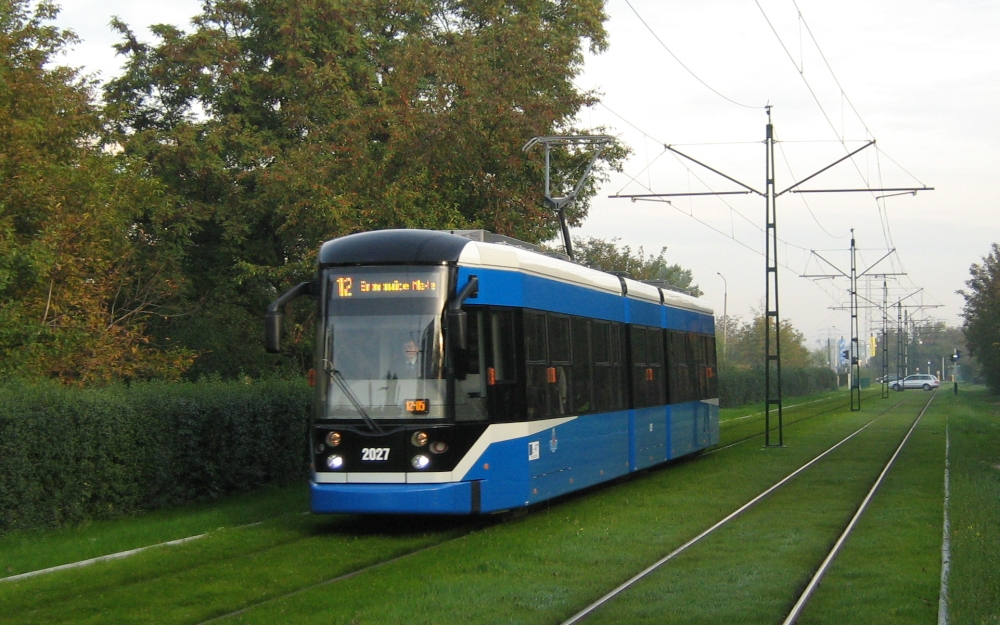
Bombardier NGT6/2 (III seria)
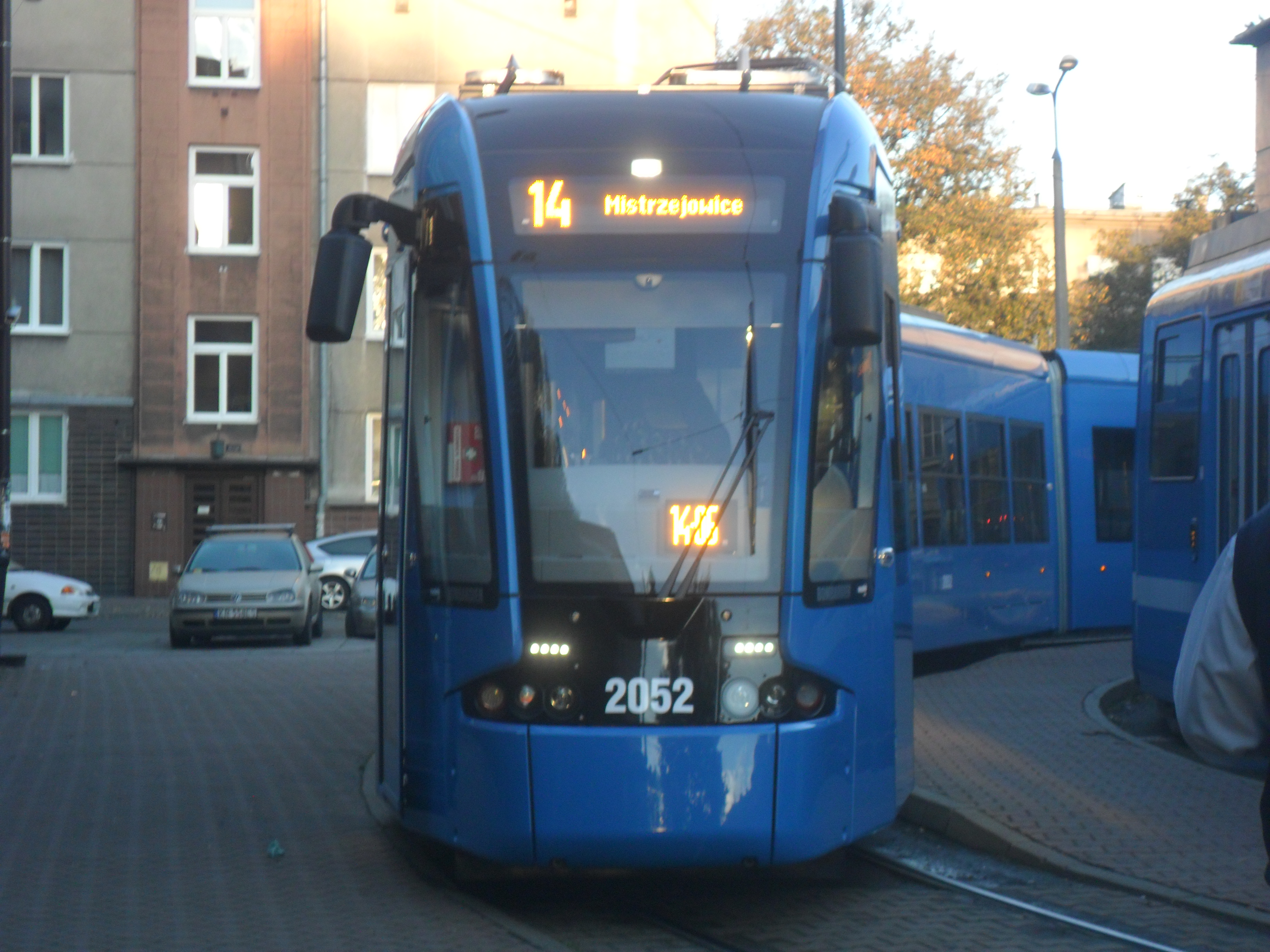
Bombardier NGT8
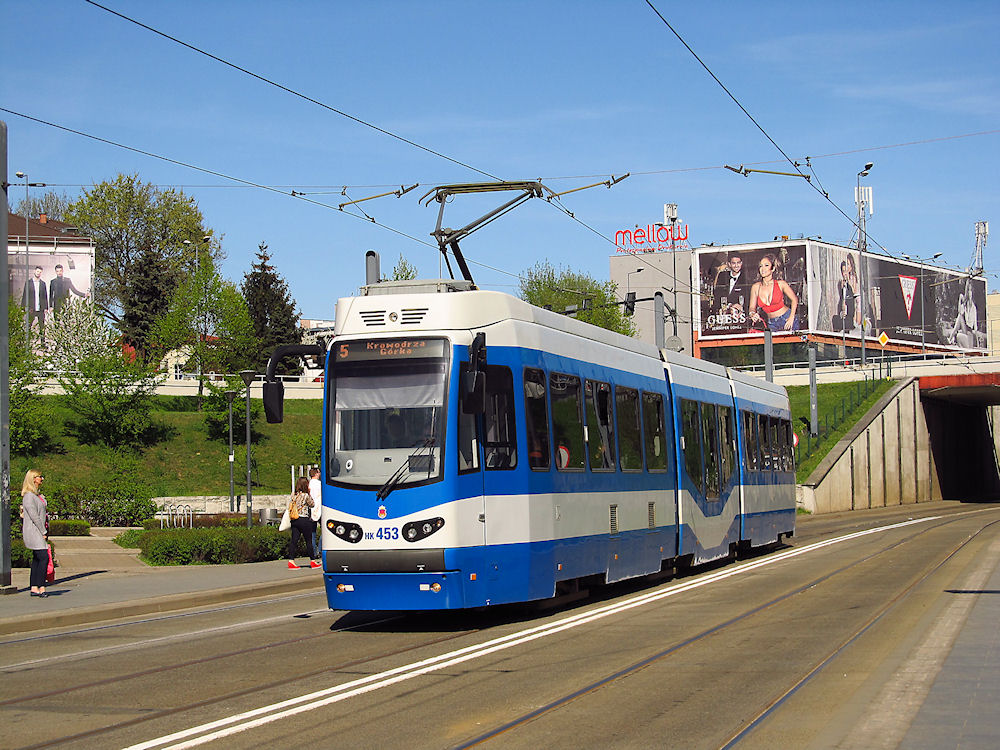
MAN N8S-NF
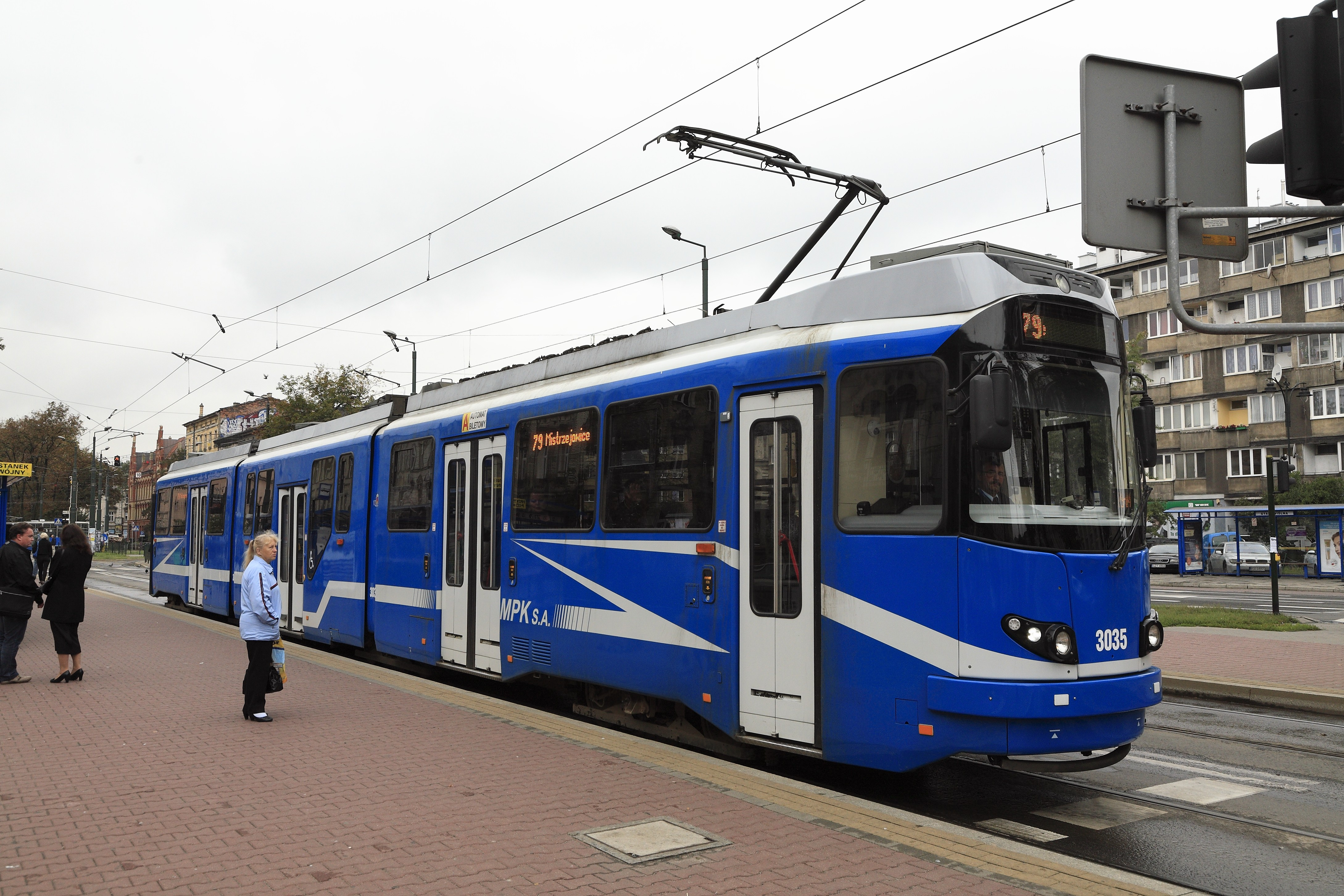
EU8N
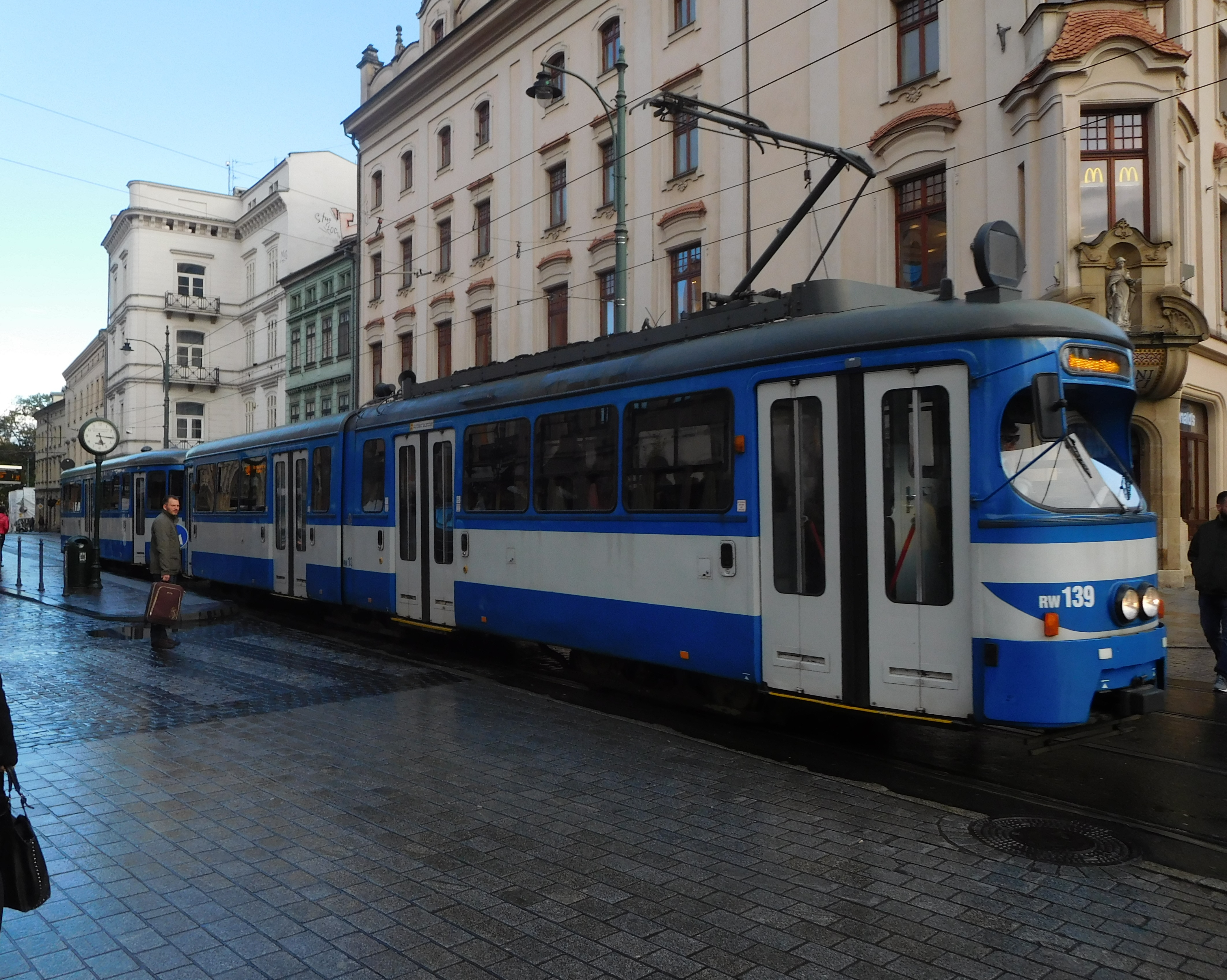
E1 z przyczepą C3
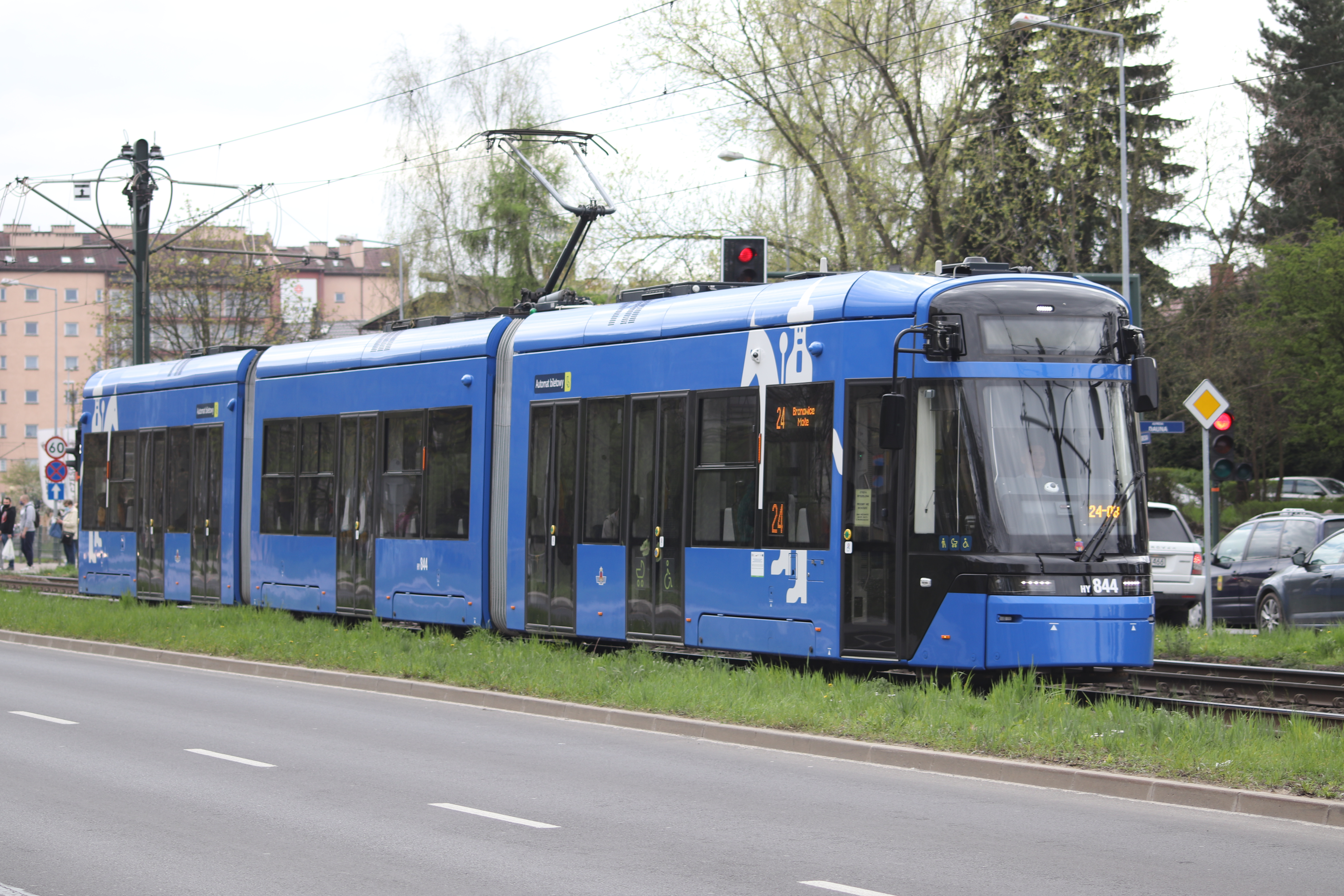
Stadler Tango Lajkonik

#### Історичні
MPK Kraków має такі трамваї як історичні транспортні засоби:
(номер рухомого складу вказано в дужках)
- DWF Ring (272)
- K (437)
- Konstal N (20 i 26)
- Konstal 102N (203)
- Konstal 102Na (210)
- Konstal 102NaD (155)
- Konstal 105N (271 i 266)
- Konstal 4N (43)
- Konstal ND (511 i 538)
- KSW (126)
- Lindner SN4 (151)
- LH Standard (1076)
- MAN B4 (527)
- MAN GT6 (187)
- MAN T4 (127 i 220)
- PN3 (555)
- Sanok PN2 (524 i 530)
- Sanok SN1 (37)
- Sanok SN2 (87)

### Автобуси

#### Експлуатовані
Станом на жовтень 2023 року MPK SA у Кракові мала загалом 632 автобуси, з яких 22 транспортні засоби належали дочірньому підприємству «Крак-Транс-Рем».
| Модель автобусу                            | Експлуатація від                           | Номер складу                                                                                      | Поліпшення | Коментарі                                                     | Депо Бєньчице [B]                          | Депо Плашув [P]                            | Депо Воля Духацка [D]                      | Кількість |
| ------------------------------------------ | ------------------------------------------ | ------------------------------------------------------------------------------------------------- | --- | ------------------------------------------------------------- | ------------------------------------------ | ------------------------------------------ | ------------------------------------------ | --------- |
| Automet Cityliner Smile                    | 2018                                       | PA103 — PA105                                                                                     | przewóz osób na wózkach · system informacji pasażerskiej · monitoring · klimatyzacja przestrzeni pasażerskiej                                     | обслуговує послугу Tele-Bus                                   | –                                          | 3                                          | –                                          | 3         |
| Autosan M09LE «SanCity»                    | 2009                                       | BA113 — BA118 BA133 — BA141 DA106 — DA132                                                         | przewóz osób na wózkach · system informacji pasażerskiej · monitoring · klimatyzacja przestrzeni pasażerskiej · automaty biletowe · ładowarki USB | –                                                             | 18                                         | –                                          | 18                                         | 36        |
| Karsan Jest                                | 2021                                       | PA100 — PA101                                                                                     | przewóz osób na wózkach · system informacji pasażerskiej · monitoring · klimatyzacja przestrzeni pasażerskiej · automaty biletowe · ładowarki USB | найменші автобуси, що курсують на регулярних лініях           | –                                          | 2                                          | –                                          | 2         |
| MAN Lion's InterCity LE 13                 | 2022                                       | KM490 — KM499                                                                                     | przewóz osób na wózkach · system informacji pasażerskiej · monitoring · klimatyzacja przestrzeni pasażerskiej · automaty biletowe                 | для обслуговування приміських ліній, власність Krak-Trans-Rem | 10                                         | –                                          | –                                          | 10        |
| Mercedes-Benz City 75                      | 2019                                       | PA102                                                                                             | przewóz osób na wózkach · system informacji pasażerskiej · monitoring · klimatyzacja przestrzeni pasażerskiej                                     | обслуговує послугу Tele-Bus                                   | –                                          | 1                                          | –                                          | 1         |
| Mercedes-Benz O530                         | 2011                                       | DO211 — DO218                                                                                     | przewóz osób na wózkach · system informacji pasażerskiej · monitoring · klimatyzacja przestrzeni pasażerskiej · automaty biletowe                 | –                                                             | –                                          | –                                          | 8                                          | 8         |
| Mercedes-Benz Conecto                      | 2018                                       | DO200 — DO201                                                                                     | przewóz osób na wózkach · system informacji pasażerskiej · monitoring · klimatyzacja przestrzeni pasażerskiej · automaty biletowe                 | –                                                             | –                                          | –                                          | 2                                          | 2         |
| Mercedes-Benz O530 C2                      | 2018                                       | BO270 — BO299 DO244 — DO269 PO206 — PO243                                                         | przewóz osób na wózkach · system informacji pasażerskiej · monitoring · klimatyzacja przestrzeni pasażerskiej · automaty biletowe · ładowarki USB | автобуси з депо Wola Duchacka мають гибридний двигун          | 30                                         | 30                                         | 26                                         | 86        |
| Mercedes-Benz O530G                        | 2008                                       | DC701 — DC703 DC705 — DC710 DC712 — DC713 DC715 — DC731                                           | przewóz osób na wózkach · system informacji pasażerskiej · monitoring · klimatyzacja przestrzeni pasażerskiej · automaty biletowe                 | –                                                             | –                                          | –                                          | 28                                         | 28        |
| Mercedes-Benz Conecto G                    | 2018                                       | DC700 DC732 — DC734                                                                               | przewóz osób na wózkach · system informacji pasażerskiej · monitoring · klimatyzacja przestrzeni pasażerskiej · automaty biletowe                 | –                                                             | –                                          | –                                          | 4                                          | 4         |
| Solaris Urbino 8,9 LE electric             | 2016                                       | DE602 — DE605                                                                                     | przewóz osób na wózkach · system informacji pasażerskiej · monitoring · klimatyzacja przestrzeni pasażerskiej · automaty biletowe · ładowarki USB | –                                                             | –                                          | –                                          | 4                                          | 4         |
| Solaris Urbino 12 III                      | 2008                                       | BU857 BU863 — BU864 BU867 — BU868 BU891 — BU926 BU977                                             | przewóz osób na wózkach · system informacji pasażerskiej · monitoring · klimatyzacja przestrzeni pasażerskiej · automaty biletowe                 | –                                                             | 43                                         | 50                                         | –                                          | 93        |
| Solaris Urbino 12 IV                       | 2016                                       | BU319 — BU340 BU992 — BU997 DU301 — DU318 PU334 — PU335 PU337 — PU338 PU978 — PU991 KU341 — KU349 | przewóz osób na wózkach · system informacji pasażerskiej · monitoring · klimatyzacja przestrzeni pasażerskiej · automaty biletowe · ładowarki USB | 9 pojazdów z zajezdni Wola Duchacka należy do Krak-Trans-Rem  | 24                                         | 18                                         | 27                                         | 69        |
| Solaris Urbino 12 electric                 | 2016                                       | DE601 DE606                                                                                       | przewóz osób na wózkach · system informacji pasażerskiej · monitoring · klimatyzacja przestrzeni pasażerskiej · automaty biletowe                 | –                                                             | –                                          | –                                          | 2                                          | 2         |
| Solaris Urbino 12 IV electric              | 2017                                       | DE607 — DE636                                                                                     | przewóz osób na wózkach · system informacji pasażerskiej · monitoring · klimatyzacja przestrzeni pasażerskiej · automaty biletowe · ładowarki USB | –                                                             | –                                          | –                                          | 30                                         | 30        |
| Solaris Urbino 12,9 Hybrid                 | 2018                                       | BH400 — BH403 DH404 — DH408                                                                       | przewóz osób na wózkach · system informacji pasażerskiej · monitoring · klimatyzacja przestrzeni pasażerskiej · automaty biletowe                 | –                                                             | 4                                          | –                                          | 5                                          | 9         |
| Solaris Urbino 18 III                      | 2005                                       | BR737 — BR738 BR741 DR742 — DR745 PR746 — PR777                                                   | przewóz osób na wózkach · system informacji pasażerskiej · monitoring · klimatyzacja przestrzeni pasażerskiej · automaty biletowe                 | –                                                             | 3                                          | 24                                         | 4                                          | 31        |
| Solaris Urbino 18 Metrostyle               | 2014                                       | PR769 — PR776                                                                                     | przewóz osób na wózkach · system informacji pasażerskiej · monitoring · klimatyzacja przestrzeni pasażerskiej · automaty biletowe                 | –                                                             | –                                          | 8                                          | –                                          | 8         |
| Solaris Urbino 18 Hybrid                   | 2014                                       | BH410 — BH421                                                                                     | przewóz osób na wózkach · system informacji pasażerskiej · monitoring · klimatyzacja przestrzeni pasażerskiej · automaty biletowe · ładowarki USB | –                                                             | 12                                         | –                                          | –                                          | 12        |
| Solaris Urbino 18 IV                       | 2017                                       | BR501 — BR510 BR557 — BR579 DR511 — DR556 DR580 — DR595 PR778 — PR797 KR596 — KR598               | przewóz osób na wózkach · system informacji pasażerskiej · monitoring · klimatyzacja przestrzeni pasażerskiej · automaty biletowe · ładowarki USB | 3 автобуси з депо Wola Duchacka належать до Krak-Trans-Rem    | 33                                         | 20                                         | 65                                         | 118       |
| Solaris Urbino 18 IV Electric              | 2017                                       | DN001 — DN004 DN007 — DN063                                                                       | przewóz osób na wózkach · system informacji pasażerskiej · monitoring · klimatyzacja przestrzeni pasażerskiej · automaty biletowe · ładowarki USB | –                                                             | –                                          | –                                          | 61                                         | 61        |
| Volvo 7900 Hybrid                          | 2022                                       | BH409                                                                                             | przewóz osób na wózkach · system informacji pasażerskiej · monitoring · klimatyzacja przestrzeni pasażerskiej · automaty biletowe · ładowarki USB | –                                                             | 1                                          | –                                          | –                                          | 1         |
| Volvo 7900A Hybrid                         | 2018                                       | BH084 — BH095                                                                                     | przewóz osób na wózkach · system informacji pasażerskiej · monitoring · klimatyzacja przestrzeni pasażerskiej · automaty biletowe · ładowarki USB | –                                                             | 12                                         | –                                          | –                                          | 12        |
| Всі автобуси (стан на 6.01.2023 р.)        | Всі автобуси (стан на 6.01.2023 р.)        | Всі автобуси (стан на 6.01.2023 р.)                                                               | Всі автобуси (стан на 6.01.2023 р.) | Всі автобуси (стан на 6.01.2023 р.)                           | 200                                        | 156                                        | 276                                        | 632       |
| Частка автобусів низькопідлогових у складі | Частка автобусів низькопідлогових у складі | Частка автобусів низькопідлогових у складі                                                        | Частка автобусів низькопідлогових у складі | Частка автобусів низькопідлогових у складі                    | Частка автобусів низькопідлогових у складі | Частка автобусів низькопідлогових у складі | Частка автобусів низькопідлогових у складі | 100 %     |
| Частка автобусів кондиціонованих у складі  | Частка автобусів кондиціонованих у складі  | Частка автобусів кондиціонованих у складі                                                         | Частка автобусів кондиціонованих у складі | Частка автобусів кондиціонованих у складі                     | Частка автобусів кондиціонованих у складі  | Частка автобусів кондиціонованих у складі  | Частка автобусів кондиціонованих у складі  | 100 %     |

#### Галерея

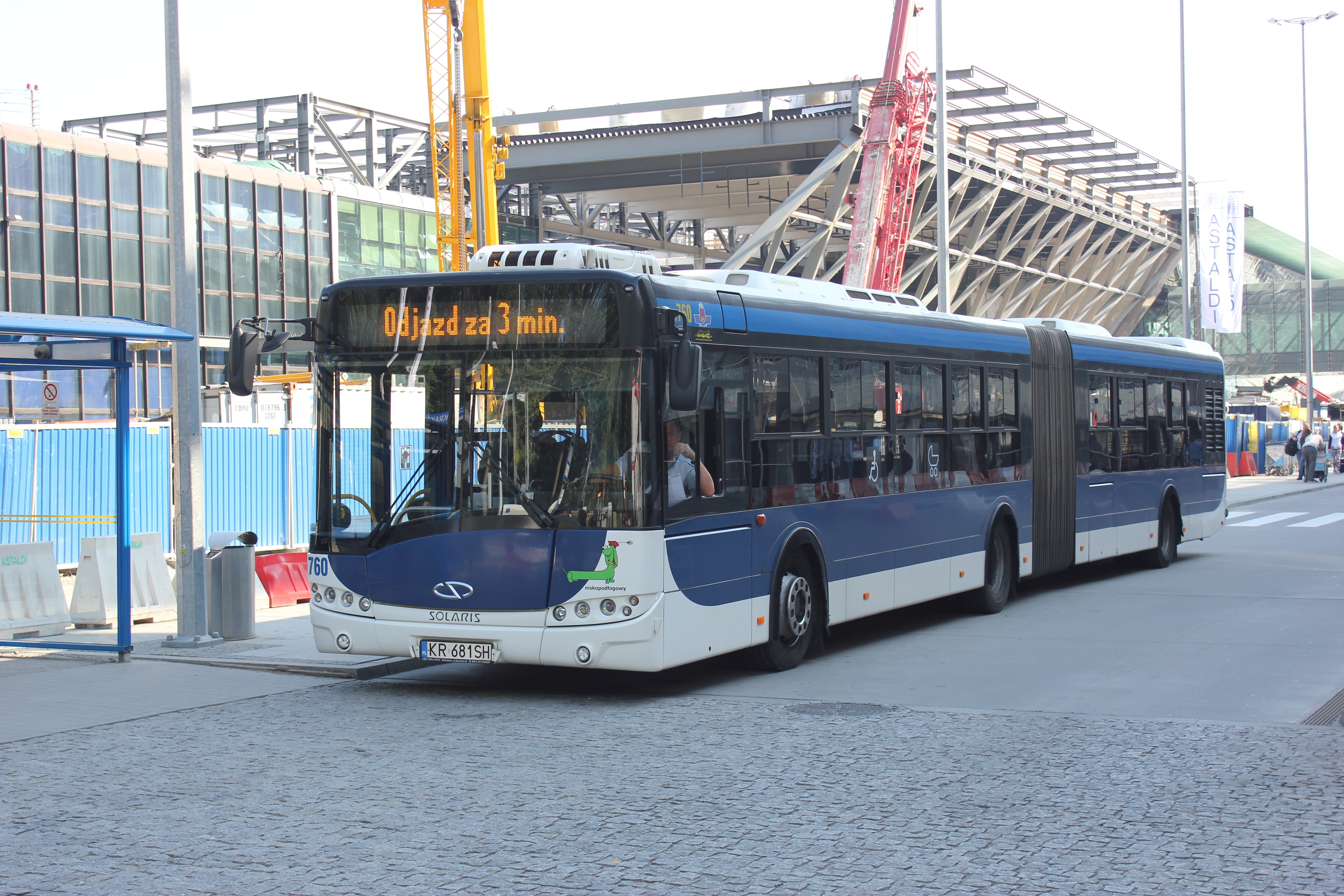
Solaris Urbino 18 III
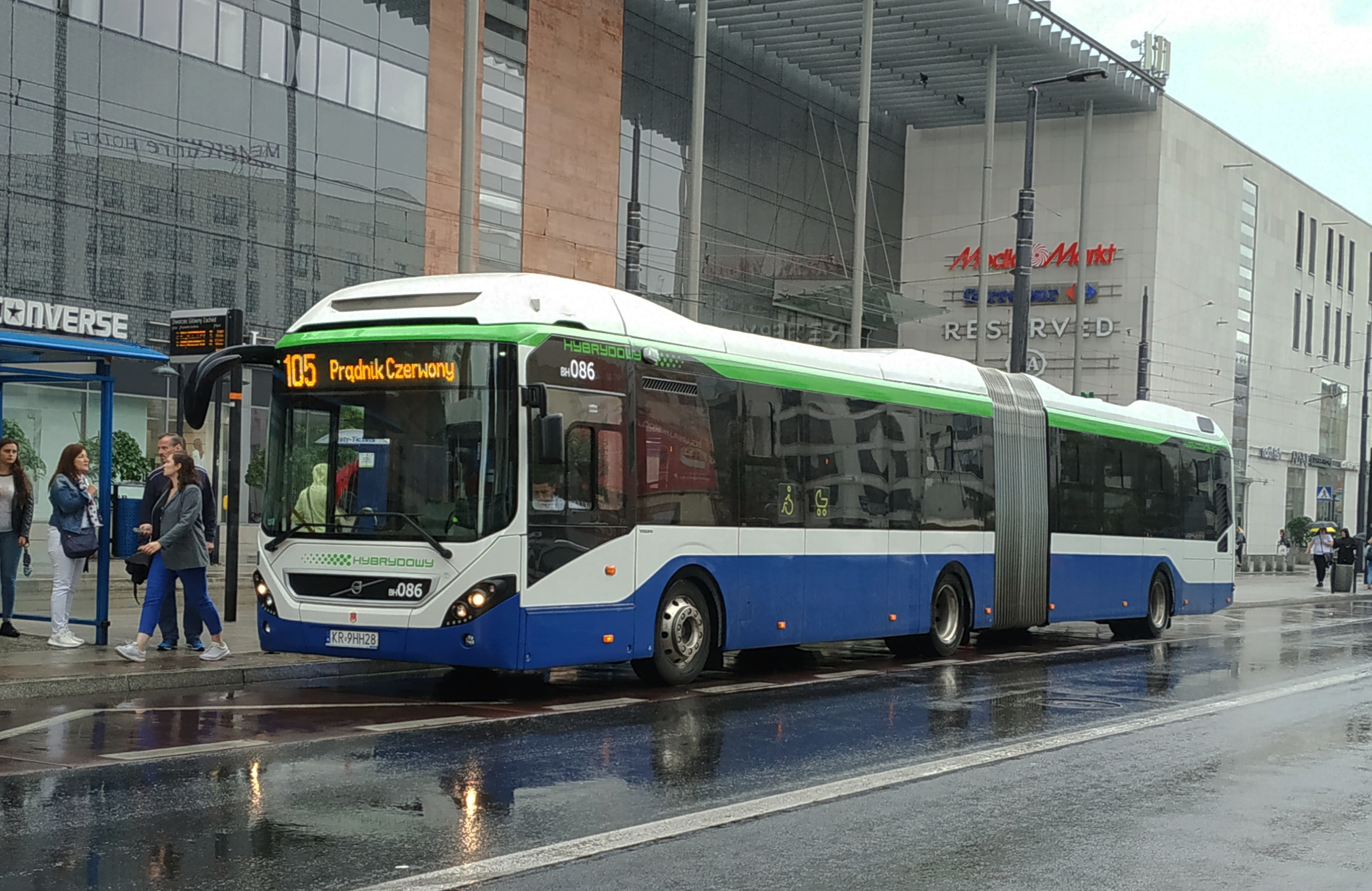
Volvo 7900A hybrid
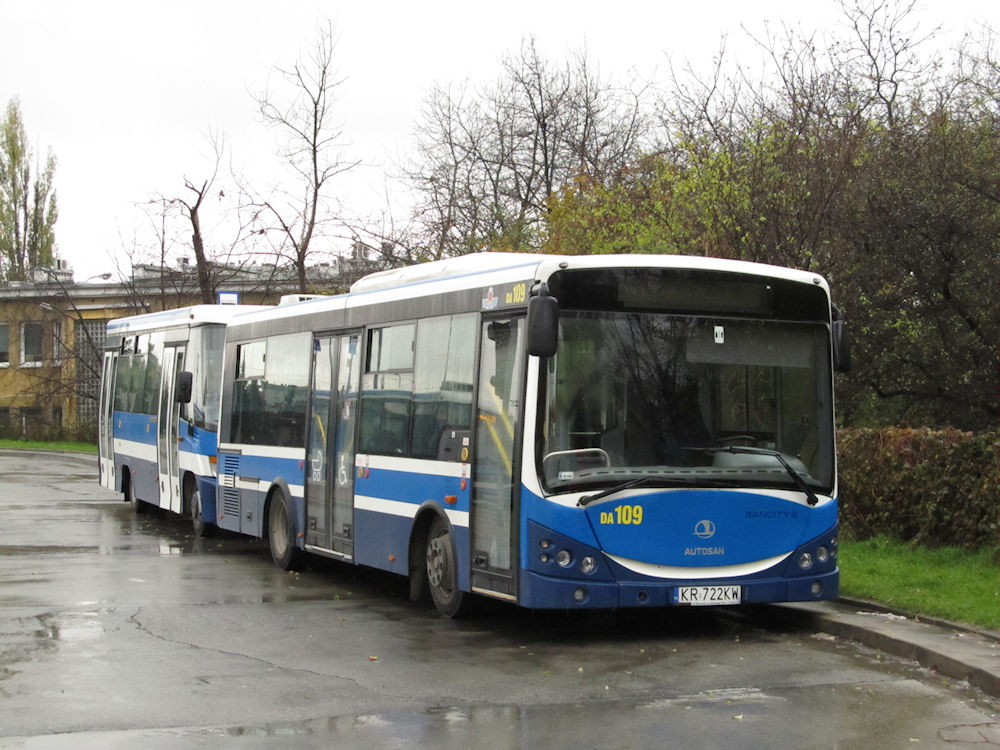
Autosan M09LE SanCity
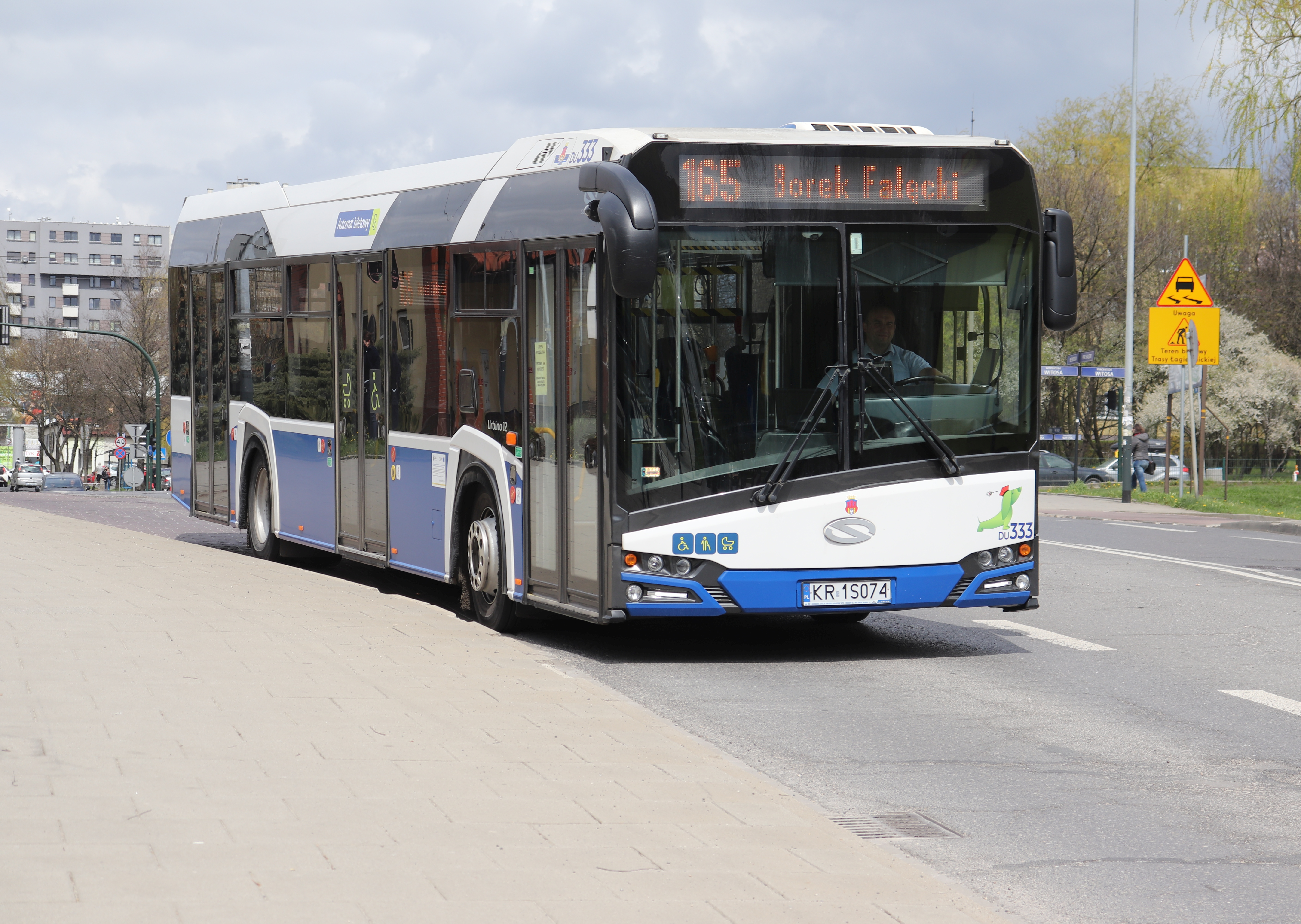
Solaris Urbino 12 IV
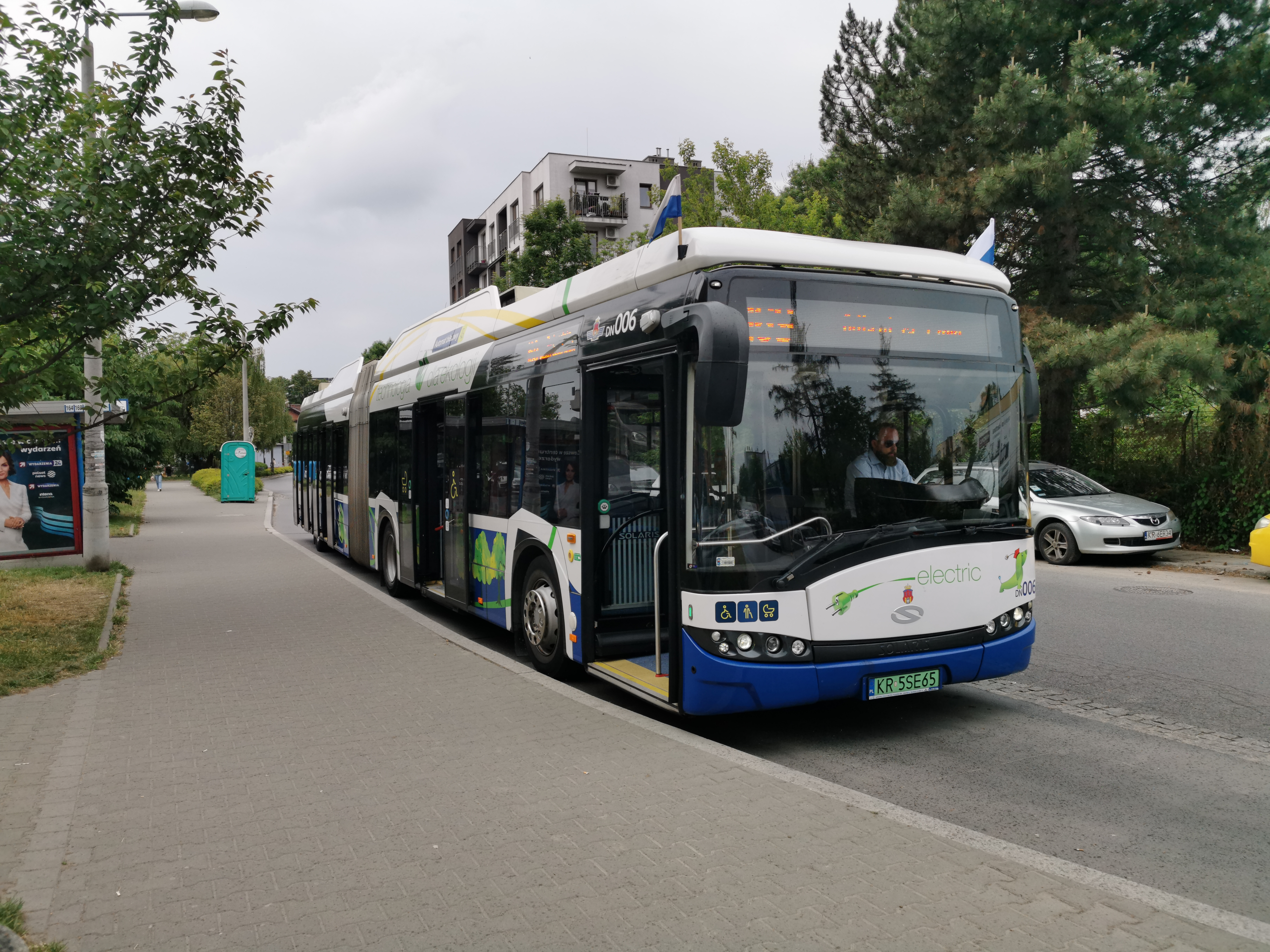
Solaris Urbino 18 III electric
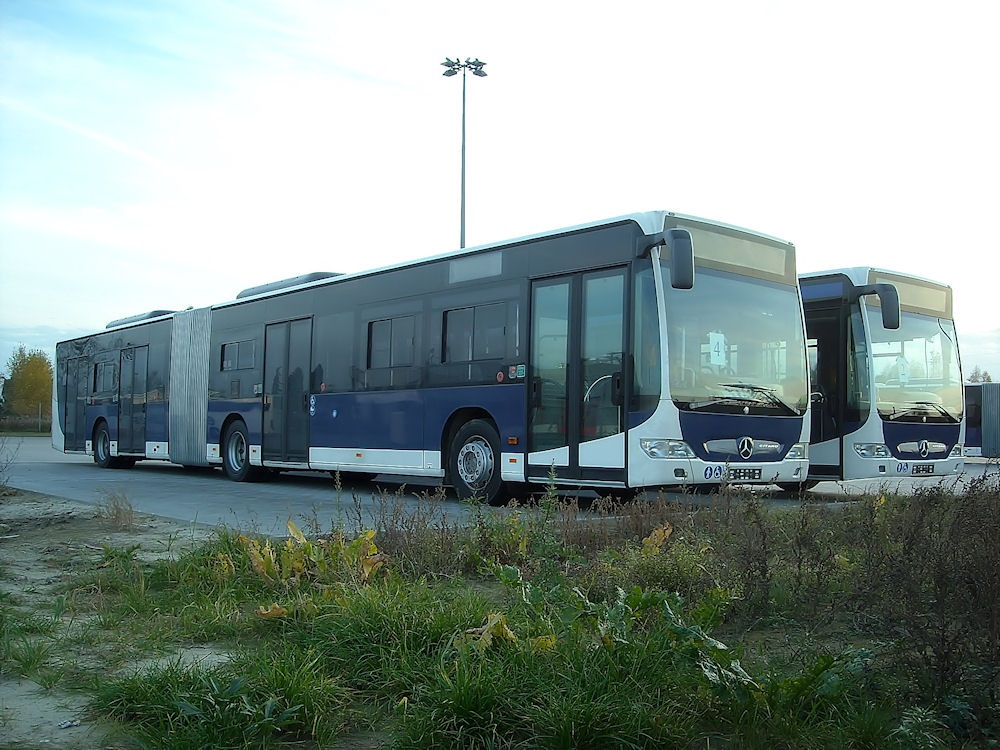
Mercedes O530 Citaro G

#### Історичні
MPK Kraków має наступні автобуси як історичні:
(номер рухомого складу вказано в дужках)
- Autosan H6-06 «Melon» (10108)
- Ikarus 260/A (856)
- Ikarus 260 (45151)
- Ikarus 280 (24575 i 34260)
- Ikarus 620 (118)
- Jelcz 021 (549)
- Jelcz 120M (21001)
- Jelcz 272 MEX (341)
- Jelcz M11 (12240)
- Jelcz M121MB (DJ680)
- Jelcz M181MB (DD493)
- Jelcz P-01 (608)
- Karosa B40 (600)
- MAN SG242 (36001)
- Nysa N59M (28)
- Rugby L (19)
- San H01B (86)
- Scania CN113CLL (PS001)
- Scania CN113ALB (38030)
- Solaris Urbino 12 (BU820)

#### Виведені з експлуатації
Перераховані нижче автобуси були виведені з експлуатації на маршрутах в MPK Kraków:
- Autosan H6-06 «Melon»
- Benz Gaggenau MS
- Berliet PR100
- Chevrolet EFD 183
- Federal Six
- Ikarus 260
- Ikarus 280
- Ikarus 620
- Jelcz 021
- Jelcz 043
- Jelcz 120M
- Jelcz M081MB
- Jelcz M083C Libero
- Jelcz M11
- Jelcz M121MB
- Jelcz M181MB
- Jelcz M182MB
- Jelcz PR110U
- Man NG313
- MAN SG 242
- MAN SL 200
- Neoplan N4020
- San H01B
- Scania Castrosua N94UA
- Scania CN113CLL
- Scania CN113ALB
- Scania CN94UA
- Scania CN94UB
- Scania CR111
- Scania CR112
- Star N52
- Volvo B58-60 Delta Plan
- Volvo B59-59 Säffle

## Див.також
- Трамваї у Кракові
- Автобуси у Кракові
- Швидкісний трамвай у Кракові